# Sonoro cinematografico
Il sonoro cinematografico, o semplicemente sonoro (se è chiaro il contesto cinematografico), è il suono del film considerato negli aspetti tecnici. Il suono del film considerato come contenuti è invece la colonna sonora. Il primo film proiettato con sonoro fu Il cantante di jazz nel 1927.

## Tipologie
Relativamente al cinema tradizionale, cioè il cinema in cui le immagini sono registrate su pellicola cinematografica in forma analogica, il sonoro cinematografico si distingue in base alla tecnologia e al supporto di incisione/riproduzione:
- sonoro su disco
- sonoro su pellicola
  - sonoro ottico
  - sonoro magnetico
- sonoro analogico
- sonoro digitale

## Standard adottati

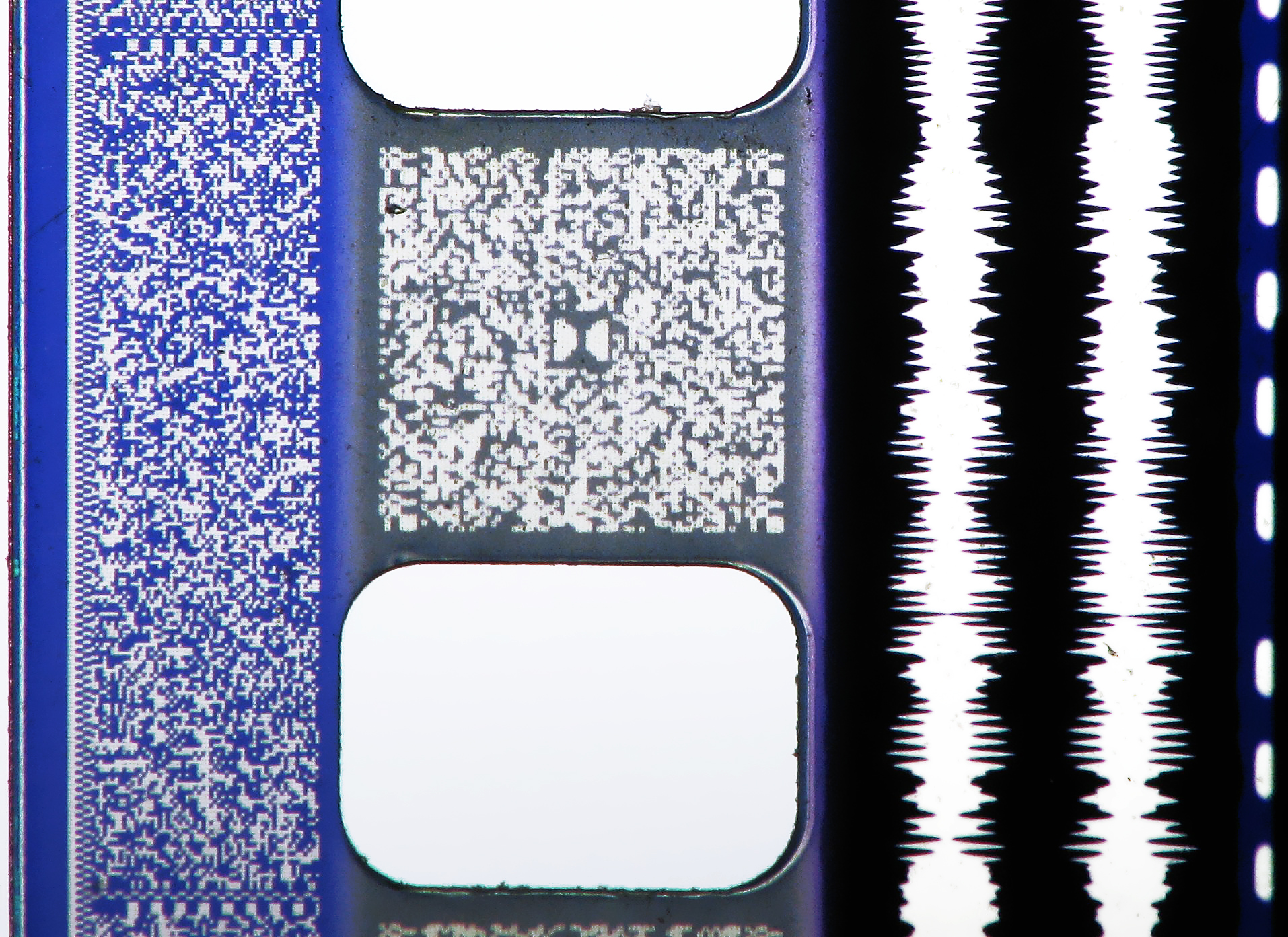
Porzione di una pellicola cinematografica 35 mm con varie tracce audio ottiche. Da sinistra a destra: Sony Dynamic Digital Sound (in blu); Dolby Digital (tra le perforazioni per il trascinamento della pellicola tramite rocchetti dentati: guardando da vicino si vedrà il simbolo con la "doppia D"); la traccia audio tradizionale (Dolby Stereo, Stereo o Mono); Codice temporale (TIME CODE) del DTS.

Gli standard sonori adottati nel cinema sono:
- cinema tradizionale (immagini analogiche e sonoro analogico o digitale)
  - sonoro su disco
    - sonoro analogico
      - monofonia
        - Vitaphone Archiviato il 5 dicembre 2013 in Internet Archive. (non più utilizzato)
        - Phono-Kinema (non più utilizzato)

      - stereofonia (non implementata)
      - altre tecniche di riproduzione del suono (non implementate)

    - sonoro digitale
      - monofonia
        - DTS

      - stereofonia
        - DTS

      - altre tecniche di riproduzione del suono
        - DTS
        - DTS-ES

  - sonoro su pellicola
    - sonoro ottico
      - sonoro analogico
        - tecnica a densità variabile
          - monofonia
            - Phonofilm (non più utilizzato)
            - Movietone (non più utilizzato)
            - Klangfilm (non più utilizzato)

          - stereofonia (non implementata)
          - altre tecniche di riproduzione del suono
            - Fantasound (non più utilizzato)

        - tecnica ad area variabile
          -  Photophone, su sites.google.com. URL consultato il 1º marzo 2014 (archiviato dall'url originale il 5 dicembre 2013).
            - monofonia
              - Dolby A (non più utilizzato)
              - Dolby SR

            - stereofonia
              - Dolby A (non più utilizzato)
              - Dolby SR

            - altre tecniche di riproduzione del suono
              - Ultra Stereo (non più utilizzato)
              - Dolby Stereo (non più utilizzato)
              - Dolby Stereo Spectral Recording

      - sonoro digitale
        - monofonia
          - CDS (mai utilizzato)
          - Dolby Digital
          - SDDS
          - SDDS 8 channels

        - stereofonia
          - CDS (mai utilizzato)
          - Dolby Digital
          - SDDS
          - SDDS 8 channels

        - altre tecniche di riproduzione del suono
          - CDS (non più utilizzato)
          - Dolby Digital
          - Dolby Digital Surround EX
          - SDDS
          - SDDS 8 channels

    - sonoro magnetico
      - sonoro analogico
        - Cinerama (non più utilizzato)
        - Cinemascope (non più utilizzato)
        - 70 mm 6-Track (non più utilizzato)
        - Dolby Stereo 70 mm 6-Track (non più utilizzato)

      - sonoro digitale (non implementato)
- cinema digitale (immagini e sonoro digitali)
  - monofonia, stereofonia, altre tecniche di riproduzione del suono
    - PCM
    - Dolby Digital
    - Dolby Digital Surround EX
    - DTS
    - DTS-ES
    - SDDS
    - SDDS 8 channels